# Ryan Kwanten
Ryan Christian Kwanten (ur. 28 listopada 1976 w Sydney, w Nowej Południowej Walii) – australijski aktor i model.

## Filmografia

### Filmy fabularne
- 1994: Signal One jako Kid
- 2003: Liquid Bridge jako Nick McCallum
- 2004: America Brown jako Ricky Brown
- 2006: Flicka jako Howard McLaughlin, starszy brat Katy
- 2007: Dead Silence jako Jamie Ashen
- 2008: Don't Fade Away jako Jackson White
- 2013: Rycerze (nie) na niby jako Joe

### Filmy TV
- 2002: The Junction Boys jako Claude Gearheart

### Seriale TV
- 1992: A Country Practice jako Ben Lloyd
- 1993: G.P. jako Scott Browning
- 1994: Hej, tatusiu...! (Hey Dad..!) jako Richard
- 1994: G.P. jako Scott Browning
- 1995: Echo Point jako Nathan Potter
- 1996: Szczury wodne (Water Rats) jako Nipper
- 1997: W krainie Władcy Smoków (Spellbinder: Land of the Dragon Lord) jako Josh Morgan
- 1998-2002: Zatoka serc (Home and Away) jako Vinnie Patterson
- 2003: The Handler jako Barnes
- 2004-2005: Summerland jako Jay Robertson
- 2008: Prawo i porządek: sekcja specjalna jako sierżant Dominic Pruitt
- 2008-2013: Czysta krew (True Blood) jako Jason Stackhouse
- 2012: Jess i chłopaki jako Oliver
- 2014: Jake i piraci z Nibylandii jako Brewster Beast Trapper (głos)